# Faro di Ar-Men
Il faro d'Ar-Men ("la roccia" oppure "la pietra" in bretone) è un faro marino costruito tra il 1867 e il 1881 all'estremità della Chaussée de Sein, sulla punta occidentale della Bretagna, Francia. Porta il nome dello scoglio su cui è eretto. Dal 2016 è entrato nel novero dei monumenti storici francesi.

## Un faro mitico
Il faro d'Ar-Men è uno dei fari più famosi, a causa del suo carattere isolato, delle considerevoli difficoltà che ha presentato la sua costruzione e del pericolo che doveva affrontare il suo personale. Considerato luogo di lavoro estremamente logorante per la comunità dei guardiani di faro, è stato soprannominato da questi ultimi "L'Inferno degli Inferni".
Non era raro che in condizioni difficili di mare e di vento non si potessero rilevare gli operatori ogni 15 giorni, come da regola. I colpi delle grandi ondate durante le tempeste fanno tremare tutto l'edificio e possono far cadere tutto ciò che è appeso ai muri, e rendevano questi periodi particolarmente insopportabili per i guardiani.

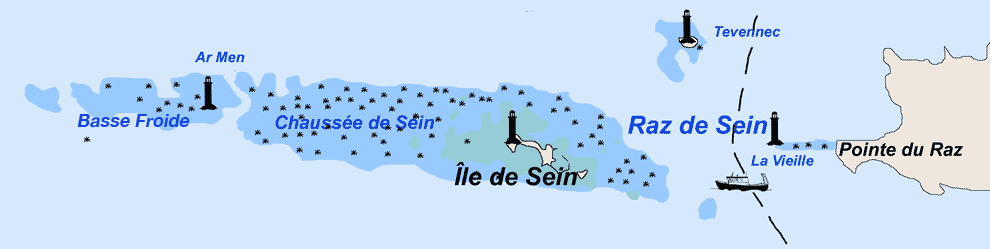
Carta dell'Île e della Chaussée de Sein, con la posizione dei vari fari

## La costruzione: un'opera titanica

### Il progetto impossibile
Si può fare iniziare la storia del faro d'Ar-Men nella notte tra il 23 e il 24 settembre 1859, con il tragico naufragio della fregata imperiale Sané sulle rocce della Chaussée de Sein. Ben conosciuta dai marinai, questa zona di scogliere che si estende su circa 13 miglia marine (24 km) a ovest dell'Île de Sein è estremamente pericolosa: all'epoca non esisteva alcuna segnalazione, eccetto l'allineamento stabilito tra i fari della Pointe du Raz e quello di Sein, dal 1825, ma questo riferimento segnala solo l'orientamento della Chaussée e, con cattivo tempo, la visibilità della luce emessa è troppo limitata.
Le proteste degli ammiragli in seguito alla scomparsa della Sané riuscirono a convincere la Commissione dei fari, in seno al Ministero dei Lavori pubblici francese, dell'urgenza di erigere un faro all'estremità ovest della Chaussée. Essendo impossibile l'installazione di una nave-faro, a causa della violenza del mare in quel punto e della troppo grande profondità dell'acqua (più di 70 metri), gli ingegneri della Commissione cominciarono a lavorare sul progetto di un faro.
La ricerca di un sito adatto iniziò dall'anno successivo. Furono reperiti tre scogli situati all'estremità occidentale della Chaussée de Sein, di cui uno porta il nome d'Ar-Men, tuttavia nessuno di essi emerge a sufficienza al di sopra dei flutti perché sembrasse possibile costruirvi qualcosa. Ar-Men poteva forse offrire una base sufficiente (superficie di 105 m²) ma si elevava per soli 4,2 metri al di sopra delle acque più basse, e sembrava impossibile accostarvisi.
L'anno seguente, un'altra campagna di ricerca è effettuata sulla Chaussée in occasione delle grandi maree dell'equinozio di primavera. Ma la squadra di ingegneri, imbarcata a bordo del Souffleur, rientrò a mani vuote dalle tre uscite al largo dell'Isola di Sein, con la ferma convinzione che «la costruzione di una base artificiale sulla Chaussée de Sein costituirebbe un'impresa gigantesca presentando difficoltà inaudite e avendo bisogno di enormi spese dell'ordine di milioni, che l'amministrazione non è in grado di sopportare» 
Nonostante le indicazioni tratte da questo rapporto, la direzione della commissione dei Fari non volle rinunciare al progetto.
Nuove operazioni di ricerca furono effettuate e finalmente, procedendo per eliminazioni successive, gli ingegneri coinvolti in questi studi conclusero che lo scoglio chiamato Ar-Men offra la meno peggiore tra le soluzioni.

Tuttavia quando nel 1865 il loro collega Paul Joly si recò sul luogo per cominciare a preparare i lavori, non giunse che a intravedere lo scoglio, immerso in permanenza sotto la schiuma, e concluse il suo rapporto in questi termini: «Non si può pensare di costruire lì un'opera in muratura, le dimensioni sono decisamente insufficienti».
Tuttavia la Marina insistette e inviò sulla Chaussée de Sein l'ingegnere idrografico Ploix che, pur riconoscendo l'incredibile difficoltà del progetto, si mostrò più ottimista: il suo rapporto ricevette finalmente il consenso degli ingegneri della commissione dei Fari, e il mese di agosto 1866, Paul Joly ritornò ad Ar-Men, tornandone con alcuni schizzi preparatori per il cantiere.

### Un lavoro lento e pericoloso
I lavori iniziano nel 1867. La prima tappa consistette nello scavare fori nella roccia, per fissarvi le sbarre di ferro necessarie a sostenere la muratura.
Per farlo, Paul Joly reclutò (con una certa difficoltà), e addestrò, una squadra di operai di Sein, che una scialuppa a vapore conduceva ad Ar-Men quando il tempo e la marea erano favorevoli. Dotati di scarpe antiscivolo e di cinture di salvataggio di sughero, questi operai specializzati sbarcavano sulla roccia in squadre di due, spesso costretti a sdraiarsi sulla roccia per non essere travolti dalle onde. Un canotto restava vicino in permanenza, mentre un 
marinaio restava costantemente di guardia sulla roccia col solo compito di sorvegliare l'arrivo di eventuali cavalloni. Il bilancio della prima campagna fu magro: 100 ore di lavoro, 13 sbarchi tentati, 9 riusciti, 8 ore di lavoro effettivo sulla roccia, 15 fori scavati. L'anno seguente, nel 1868, il cantiere procedette più rapidamente, grazie soprattutto ad un tempo clemente e ad un conduttore dei lavori particolarmente intrepido: con 17 sbarchi (18 ore di lavoro effettivo), furono scavati 40 fori e una scanalatura circolare venne ricavata nella roccia, per incastrarvi la base dell'opera in muratura.
Le prime pietre - alcune pietre squadrate di Kersanton - vennero posate nel maggio 1869. Il cemento veniva preparato con l'acqua di mare. A fine stagione, in ottobre, 25 metri cubi di muratura si innalzavano su Ar-Men, una media di un metro cubo costruito per ogni approdo, per un totale di 42 ore e 10 minuti di lavoro effettivo. Il giovane ingegnere responsabile del cantiere, Alfred Cahen, si convinse allora che il progetto di costruzione poteva essere condotto a termine. La storia gli diede ragione, anche se in alcuni anni gli approdi furono appena più numerosi che all'inizio dei lavori, e che molto spesso, ad inizio stagione, si dovette ricostruire ciò che le tempeste invernali avevano distrutto o inabissato.
Sorprendentemente, si verificarono pochissimi incidenti gravi: molti drammi furono evitati per poco grazie alla competenza dei marinai impegnati nelle operazioni. Fu così per esempio che il 15 giugno 1878, allorché il mare iniziò ad agitarsi pericolosamente, un canotto che stava evacuando 14 operai venne rovesciato da un'onda; malgrado il cattivo tempo, tutti i naufraghi vennero recuperati e si ritrovarono il giorno successivo sul cantiere.
Un anno dopo quest'episodio, un altro gruppo di operai fu costretto a saltare in mare per raggiungere i canotti che non potevano accostare lo scoglio a causa delle alte ondate improvvisamente apparse. Nel luglio 1880, un canotto con a bordo cinque uomini venne rovesciato ai piedi del faro, e nuovamente tutti gli occupanti si salvarono; l'anno dopo due operai vennero travolti da un'onda anomala, mentre si trovavano sul canotto che li stava conducendo al faro: uno dei due affogò, non avendo allacciato correttamente la cintura di salvataggio.
Infine, al termine di 14 anni di lavori, la luce del faro venne provata il 18 febbraio 1881, l'impianto ufficialmente entrò in servizio il 30 agosto dello stesso anno. Tuttavia dopo alcuni anni gli ingegneri della commissione dei Fari iniziarono a nutrire forti dubbi sulla stabilità dell'edificio all'urto delle ondate; Léon Bourdelles, direttore dei Fari, decise di dare il via a lavori di irrobustimento e di rinforzo della base, dopo aver fatto rifare i calcoli di stabilità che confermarono che il faro era effettivamente troppo leggero. Iniziato nel 1897, il cantiere terminò nel 1902.

## Vivere nell'"inferno degli inferni"

### Un quotidiano ben regolato
Prima dell'automazione, ad Ar-Men come su tutti gli altri fari, l'accensione e lo spegnimento della luce, pianificati al minuto, costituivano i due principali avvenimenti della vita quotidiana dei guardiani. Costoro erano in due ad abitare in permanenza sul faro, e si davano il cambio per assicurare i quarti, 24 ore su 24.
Durante il quarto di notte (i più lunghi duravano da 9 a 10 ore) il lavoro consisteva prevalentemente nel vegliare sul buon funzionamento del faro nella lanterna, ma anche nell'osservare l'orizzonte marino. Quest'attività di sorveglianza notturna era essenziale: doveva permettere di trovare eventuali navigli in difficoltà, assicurarsi che i fari e i segnali luminosi attorno funzionassero correttamente, e che la visibilità fosse sufficiente perché il faro fosse visto. Allorché si fosse rilevato un incidente di qualche importanza, riguardante un naviglio o un faro vicino, l'uomo di guardia doveva dare l'allerta attraverso la radio (installata negli anni 1950). Quando si formava la nebbia, bisognava mettere in funzione il motore del segnale sonoro. Sembra che la vita nel faro non fosse più insopportabile che nei momenti in cui la potentissima sirena da nebbia fosse in azione.
Se i quarti di notte si svolgevano essenzialmente nel locale soggiorno sotto la lanterna, i quarti di giorno (più brevi da 5 a 6 ore) non richiedevano una sorveglianza così attenta e potevano essere utilizzati per effettuare la necessaria manutenzione degli equipaggiamenti e dell'edificio. I guardiani dovevano essere in grado di riparare pressappoco tutto sul faro. Infatti, dovevano innanzi tutto essere attenti a trovare e sostituire il materiale vecchio, per prevenire i guasti, soprattutto quelli che riguardavano il funzionamento della luce del faro e dell'ottica.
La modernizzazione obbliga, a partire dagli anni cinquanta, ad una necessaria formazione elettro-meccanica per occupare il posto. Rilasciata a Brest al Centro di formazione degli elettromeccanici dei fari, questa formazione comprendeva specialmente dei corsi relativi all'elettricità, alla meccanica, alla radiotelefonia o anche alla saldatura. Di per sé, il programma dà una buona idea del genere di interventi che dovevano eseguire i guardiani. D'altronde sembra che una delle attività di manutenzione più frequente fosse la tinteggiatura. Jean-Christophe Fichou cita, a questo proposito, l'osservazione ironica di un guardiano: «è un po' come La Royale, si fissa tutto ciò che si muove e si dipinge il resto!». Ma, quotidianamente, bisognava soprattutto pulire accuratamente la lente dell'ottica, i vetri della lanterna e l'ottone della lampada.
Per il resto, il guardiano che non era di quarto godeva di una totale libertà, su un terreno certamente assai ristretto e con limitati mezzi di distrazione. Poteva anche tenere compagnia al collega, pescare sulla piattaforma se il tempo lo permetteva, cucinare (alcune ricette di guardiani d'Ar-Men sono passate alla posterità), ascoltare la radio, leggere, comunicare via radio con la famiglia, preparare materiale da pesca, fabbricare navi in bottiglia (attività tradizionale dei guardiani del faro) oppure lavorare a maglia. Evidentemente la televisione prese un grande posto nella quotidianità di questi uomini isolati, già al suo primo apparire.
Le condizioni dei comfort su Ar-Men erano d'altronde molto spartane: il faro non era riscaldato, l'illuminazione era data da lampade a petrolio, non c'era un bagno, ma ogni guardiano aveva la sua camera da letto; a parte il soggiorno, la cucina era l'unica altra stanza comune della torre.

### Storie di guardiani
La monotonia della quotidianità era tuttavia regolarmente interrotta da ogni sorta di avvenimenti più o meno inattesi.
C'erano innanzitutto le tempeste, che obbligavano i guardiani a rinchiudersi all'interno della torre per, talvolta, più giorni. La violenza delle onde e del vento impedivano anche di aprire una finestra o di uscire sulla galleria attorno alla lanterna (a più di trenta metri al di sopra del livello dell'acqua). Si dovevano sopportare i colpi sordi e le vibrazioni causate da ogni onda anomala che si abbatteva sul faro, senza pensare troppo all'eventualità che una di queste ondate enormi abbattesse la torre, come temevano gli architetti.
Dopo il passaggio della tempesta, non era raro che ci fossero riparazioni da eseguire: un riquadro rotto a una finestra, un vetro della lanterna incrinato, pietre strappate ai piedi della torre o anche la cucina devastata dall'acqua, dopo che la porta del faro fosse stata sfondata da un'onda, sebbene questa stanza fosse situata a mezz'altezza del faro, al disopra del magazzino; le finestra erano in vetro smerigliato spesso e un'imposta di bronzo le proteggeva dal cattivo tempo.
Ci sono stati incidenti, talvolta gravi: nel 1921 il capo-guardiano Sébastien Plouzennec fu travolto da un'onda anomala, mentre osservava col binocolo, ai piedi della torre, una nave che incrociava nei paraggi della Chaussée de Sein. In seguito a questo dramma, un parapetto viene installato attorno alla piattaforma e all'imbarcadero. Nonostante ciò, altri guardiani fecero la stessa fine nel corso del XX secolo.
Nel dicembre 1923 scoppiò un incendio nella cucina: la torre divenne rapidamente un grande camino e i guardiani, allora in procinto di accendere la luce nella lanterna, non poterono fare altro che fuggire all'esterno, servendosi del cavo del parafulmine e di un verricello per scendere sulla piattaforma; di là, ritornarono alla cucina e spensero il fuoco con secchi di acqua di mare.
Come tutti i fari in mare, ci sono ugualmente storie di inimicizie tra guardiani: ad Ar-Men, al tempo in cui il faro era guardato da tre uomini (prima della seconda guerra mondiale), si racconta che un guardiano, esasperato dai suoi due colleghi, si fosse nascosto sopra un armadio, per far credere ad una sua scomparsa. Dopo infruttuose ricerche, i due uomini riuniti in cucina cominciarono a fare l'elogio di quello che credevano morto, travolto da un'ondata. L'interessato si fece vivo allora. Fu denunciato dai suoi colleghi furiosi, e perse l'impiego.
Nel corso della seconda guerra mondiale, i guardiani d'Ar-Men dovettero accogliere in permanenza sul faro tre soldati tedeschi. L'occupante aveva imposto lo spegnimento della gran parte dei fari francesi: ad Ar-Men la luce doveva essere accesa solo al passaggio di navi della Marina tedesca; i soldati sul posto erano informati via radio di questi movimenti. Nonostante l'ambiente pesante che regnava allora sul faro, nell'ottobre 1941, uno dei guardiani, Francois Violant, salvò dall'annegamento un soldato che s'era gettato nell'acqua per recuperare un cormorano che aveva abbattuto col fucile.

### I pericoli del cambio
Salvo condizioni del mare particolarmente favorevoli, i battelli dedicati al rifornimento e al cambio, non accostavano mai ad Ar-Men: si installava un cavo tra il faro e l'albero del battello, poi uomini e pacchetti erano trasportati pochi metri al di sopra delle onde con l'aiuto di un verricello manovrato dai due guardiani dalla piattaforma ai piedi della torre.
Ad Ar-Men la vedetta doveva idealmente presentarsi ai piedi del faro tre quarti d'ora prima dello scambio; si doveva allora tirare il cavo, poi eseguire il trasbordo degli uomini e dei viveri, tenendo d'occhio la stabilità del battello e la sicurezza del rifornimento e dell'uomo sospeso sopra l'acqua. Per farlo, si doveva mantenere la prua del naviglio rivolta verso l'onda che si abbatteva sul faro, senza allontanarsi. Attento all'evolversi di ogni serie di onde, il pilota poteva essere obbligato a lanciare la vedetta con tutta la forza dei motori in direzione della base del faro, per resistere alla spinta delle grandi ondate.
Per diversi decenni, il cambio ad Ar-Men è stato assicurato dalla Velléda, comandata da Henri Le Gall, un autentico maestro in materia. Tuttavia, anche sotto la guida di costui, la manovra poteva essere movimentata, come la ricorda questo brano del racconto che lo scrittore Jean-Pierre Abraham ha dedicato al suo soggiorno ad Ar-Men:
Come su tutti i fari in mare, la squadra di guardiani assegnati ad Ar-Men comprendeva tre membri: due di servizio e uno in riposo a terra (se del caso, sull'Île-de-Sein, dove una stanza era loro riservata al "Grand Monarque", casa appartenente all'amministrazione dei Fari e fanali). Fino alla seconda guerra mondiale, ciascuno, a turno, trascorreva trenta giorni al faro e dieci a terra. In seguito furono venti giorni al faro e dieci a terra. A partire dal 1971, il tempo di servizio fu fissato in quattordici giorni, seguito da un periodo di riposo di sette giorni. Evidentemente tali misure erano applicate solo qualora le condizioni del mare lo permettessero. Ad Ar-Men, era frequente che il cambio fosse annullato a causa del maltempo. Ciò poteva durare a lungo: il record di tempo passato sul faro da un guardiano è di più di 100 giorni.
Tempo permettendo il cambio ad Ar-Men, a partire dal 1971, ebbe luogo il giovedì in inverno e il venerdì d'estate.
L'ultimo cambio ad Ar-Men ebbe luogo il 10 aprile 1990. Daniel Tréanton e Michel Le Ru, i due guardiani in servizio quel giorno furono rilevati con l'elicottero. Con l'automazione, le visite di manutenzione al faro si effettuano in elicottero. Una volta all'anno alcuni palombari ispezionano la base del faro.

## Scheda tecnica

### Architettura
- Altezza sul livello de mare: 33,50 m
- Altezza complessiva: 37 m
- Altezza della focale: 33,50 m
- Edificio: torre tronco-conica in muratura di pietra da taglio in grés e di granito dipinto di bianco nella parte alta, di nero nella parte inferiore, con due ripari in muratura liscia accostati uno a Nord-Est, l'altro ad Est, alla parte inferiore, su un basamento di forma irregolare in muratura di pietre a vista. Fu ultimato con una cornice supportante una ringhiera metallica. Si accede alla lanterna con una scala a chiocciola. Il tetto della lanterna è di zinco. (descrizione dall'Inventario dei fari francesi, Ministero della Cultura francese, 2001).

### Ottica
- 31 agosto 1881: luce fissa bianca. Ottica di 0,70 m di focale.
- 1º gennaio 1892: luce fissa variata da brevi interruzioni ogni 5 secondi. Ottica di 0,70 m di focale.
- 1º ottobre 1897: luce a 3 lampi ogni 20 secondi. Ottica di 0,70 m di focale. Serbatoio a mercurio installato lo stesso anno.
- 10 aprile 1990: luce bianca a 3 lampi raggruppati ogni 20 secondi. Ottica girevole di sei pannelli da 1/6. Ottica di 0,25 m di focale.
- La portata attuale della luce è di 23,5 miglia nautiche (43,5 km).

### Luce
- Gasolio : 1º ottobre 1897 (fabbricato all'île de Sein).
- Vapori di petrolio: 1903.
- Elettrificato (lampada alogena da 250 W) : 1988.
- Automatizzato: 1990.

### Segnale sonoro
- Vibratore ELAC-ELAU 2200: 3 suoni ogni 60 secondi.

### Letteratura
La posizione eccezionale di questo faro, il suo isolamento e la sua storia hanno ispirato numerosi autori. Tuttavia uno solo lo ha esplorato all'interno: lo scrittore Jean-Pierre Abraham che fu guardiano del faro dal 1959 al 1963.
- Jean-Pierre Abraham, Armen, Le Tout sur le tout, 1988 1 edizione 1967. Giornale di bordo poetico di un inverno ad Ar-Men
- Jean-Pierre Abraham, "Velleda mon amour", in Au plus prés, Le Seuil, 2004. Racconto di Abraham della sua evacuazione d'urgenza dal faro per una crisi di appendicite.
- Henri Queffélec. Un feu s'allume sur la mer, 1956. Romanzo di cui la costruzione del faro d'Ar-Men forma il contesto.
- Rachilde, La Tour d'amour, Le Tout sur le tout, 1980 prima edizione 1899. Strano romanzo apparso alla fine del XIX secolo e che ha per quadro il faro d'Ar-Men.
- Jean-Jacques Antier. Tempête sur Armen, Presses de la Cité, 2007. La storia romanzata del guardiano del faro d'Ar-Men all'inizio del XX secolo.

### Audiovisivi
- Le phare d'Ar-Men, Pathé Journal del 1937.
- La Mer et les Jours, documentario realizzato nel 1958 da Raymond Vogel e Alain Kaminker; cronaca dell'île de Sein, con le immagini del cambio d'Ar-Men. Alain Kaminker affogò girando queste immagini.
- Le phare d'Ar-Men, ne Les coulisses de l'exploit, en 1963; la trasmissione presenta un ritratto di Jean-Pierre Abraham, allora un guardiano d'Ar-Men.
- Ar-Men, cortometraggio scritto e realizzato da Gilles Auffret, prodotto da Temps noir. Un adolescent embarque comme matelot sur un fileyeur dans l'espoir vain d'approcher le phare du bout du monde. Durata: 14 min 10 | Formato: 35 mm | Immagine: 1.85 | Suono: Dolby SR | Temps noir 2007.
- Il était un phare, documentario di 52 min realizzato da Thierry Marchadier, prodotto da 1+1 Production nel 2000. Con sequenze di tempesta e il ritorno ad Ar-Men dei suoi ex guardiani.

### Fumetti
- Emmanuel Lepage, Armen, L'enfer des enfers, 2017, edizioni Futuropolis, in Italia Ar-Men L'inferno degli inferni, 2019, Tunué.
- Patrick Weber e Nicoby, Sang de Sein, 2018, edizioni Vents d'Ouest.